# Zosimos z Tespiów
Zosimos z Tespiów (II wiek n.e.) – grecki poeta liryczny wymieniony w napisie o konkursie poetyckim w Tespiach beockich.